# Serie A 1984 (Ecuador)
La Serie A 1984 è stata la 26ª edizione della massima serie del campionato di calcio dell'Ecuador ed è stata vinta dall'El Nacional.

## Formula
I 14 partecipanti vengono divisi in due gruppi da 7 squadre ciascuno. Nella prima fase le prime due di ogni girone si qualificano al girone a 8 per il titolo, mentre le ultime vengono incluse nel girone per la retrocessione. Lo stesso avviene nella seconda fase.

## Prima fase

### Gruppo 1
|  | Pos. | Squadra            | Pt | G  | V  | N | P | GF | GS | DR  |
|  | ---- | ------------------ | -- | -- | -- | - | - | -- | -- | --- |
|  | 1.   | Barcelona SC       | 23 | 14 | 10 | 3 | 1 | 27 | 8  | +19 |
|  | 2.   | Téc. Universitario | 18 | 14 | 8  | 2 | 4 | 22 | 15 | +7  |
|  | 3.   | Emelec             | 15 | 14 | 5  | 5 | 4 | 19 | 14 | +5  |
|  | 3.   | Deportivo Quito    | 15 | 14 | 6  | 3 | 5 | 20 | 16 | +4  |
|  | 5.   | LDU Quito          | 11 | 14 | 6  | 3 | 5 | 20 | 16 | +4  |
|  | 5.   | LDU Portoviejo     | 11 | 14 | 2  | 7 | 5 | 15 | 22 | -7  |
|  | 7.   | Aucas              | 7  | 14 | 1  | 5 | 8 | 14 | 36 | -22 |

Barcelona 1 punto bonus; Técnico Universitario 0.

### Gruppo 2
|  | Pos. | Squadra              | Pt | G  | V | N | P | GF | GS | DR  |
|  | ---- | -------------------- | -- | -- | - | - | - | -- | -- | --- |
|  | 1.   | El Nacional          | 22 | 14 | 9 | 4 | 1 | 30 | 14 | +16 |
|  | 2.   | Filanbanco           | 15 | 14 | 5 | 5 | 4 | 21 | 15 | +6  |
|  | 2.   | Universidad Católica | 15 | 14 | 5 | 5 | 4 | 16 | 13 | +3  |
|  | 4.   | Nueve de Octubre     | 14 | 14 | 5 | 4 | 5 | 23 | 26 | -3  |
|  | 5.   | América de Quito     | 11 | 14 | 4 | 3 | 7 | 13 | 17 | -4  |
|  | 6.   | Manta Sport          | 10 | 14 | 4 | 2 | 8 | 18 | 24 | -6  |
|  | 7.   | Deportivo Quevedo    | 9  | 14 | 3 | 3 | 8 | 9  | 26 | -17 |

El Nacional 1 punto bonus; Filanbanco 0.

## Seconda fase

### Gruppo 1
|  | Pos. | Squadra           | Pt | G  | V | N | P | GF | GS | DR  |
|  | ---- | ----------------- | -- | -- | - | - | - | -- | -- | --- |
|  | 1.   | Nueve de Octubre  | 17 | 14 | 7 | 3 | 4 | 29 | 19 | +10 |
|  | 2.   | LDU Quito         | 15 | 14 | 6 | 3 | 5 | 24 | 16 | +8  |
|  | 3.   | LDU Portoviejo    | 13 | 14 | 6 | 1 | 7 | 20 | 21 | -1  |
|  | 4.   | Emelec            | 12 | 14 | 4 | 4 | 6 | 18 | 22 | -4  |
|  | 4.   | América de Quito  | 12 | 14 | 5 | 2 | 7 | 16 | 20 | -4  |
|  | 4.   | Deportivo Quevedo | 12 | 14 | 5 | 2 | 7 | 15 | 20 | -5  |
|  | 7.   | Aucas             | 11 | 14 | 4 | 3 | 7 | 23 | 33 | -10 |

9 de Octubre 1 punto bonus; LDU Quito 0.

### Gruppo 2
|  | Pos. | Squadra              | Pt | G  | V | N | P | GF | GS | DR  |
|  | ---- | -------------------- | -- | -- | - | - | - | -- | -- | --- |
|  | 1.   | El Nacional          | 21 | 14 | 8 | 5 | 1 | 23 | 11 | +12 |
|  | 2.   | Barcelona SC         | 18 | 14 | 6 | 6 | 2 | 19 | 12 | +7  |
|  | 3.   | Deportivo Quito      | 15 | 14 | 4 | 7 | 3 | 21 | 17 | +4  |
|  | 4.   | Universidad Católica | 13 | 14 | 4 | 5 | 5 | 14 | 18 | -4  |
|  | 4.   | Manta Sport          | 13 | 14 | 5 | 3 | 6 | 18 | 30 | -12 |
|  | 6.   | Téc. Universitario   | 12 | 14 | 5 | 2 | 7 | 21 | 18 | +3  |
|  | 6.   | Filanbanco           | 12 | 14 | 4 | 4 | 6 | 25 | 29 | -4  |

El Nacional 1 punto bonus; Barcelona 0. Filanbanco escluso dal girone per il titolo.

## Fase finale

### Girone per la retrocessione
Aucas -2 punti; Deportivo Quevedo -1; Filanbanco -1.

|  | Pos. | Squadra           | Pt | G | V | N | P | GF | GS | DR |
|  | ---- | ----------------- | -- | - | - | - | - | -- | -- | -- |
|  | 1.   | Filanbanco        | 7  | 4 | 4 | 0 | 0 | 8  | 1  | +7 |
|  | 2.   | Deportivo Quevedo | 1  | 4 | 1 | 0 | 3 | 1  | 4  | -3 |
|  | 3.   | Aucas             | 0  | 4 | 1 | 0 | 3 | 3  | 7  | -4 |

### Girone per il titolo
Punti bonus: El Nacional 2, 9 de Octubre 1, Barcelona 1.

|                    | Pos. | Squadra              | Pt | G  | V | N | P | GF | GS | DR  |
| ------------------ | ---- | -------------------- | -- | -- | - | - | - | -- | -- | --- |
| Ecuador (bandiera) | 1.   | El Nacional          | 20 | 14 | 8 | 2 | 4 | 20 | 16 | +4  |
|                    | 2.   | Nueve de Octubre     | 18 | 14 | 7 | 3 | 4 | 30 | 28 | +2  |
|                    | 3.   | LDU Quito            | 17 | 14 | 7 | 3 | 4 | 20 | 18 | +2  |
|                    | 4.   | Universidad Católica | 15 | 14 | 6 | 3 | 5 | 19 | 15 | +4  |
|                    | 4.   | Barcelona SC         | 14 | 14 | 6 | 1 | 7 | 26 | 18 | +8  |
|                    | 6.   | Téc. Universitario   | 13 | 14 | 5 | 3 | 6 | 20 | 23 | -3  |
|                    | 7.   | Deportivo Quito      | 11 | 14 | 3 | 5 | 6 | 17 | 22 | -5  |
|                    | 8.   | Emelec               | 8  | 14 | 2 | 4 | 8 | 18 | 30 | -12 |

## Verdetti
- El Nacional campione nazionale
- El Nacional e 9 de Octubre in Coppa Libertadores 1985
- Aucas retrocesso.

## Classifica marcatori
| Gol |  |  | Giocatore            | Squadra              |
| --- |  |  | -------------------- | -------------------- |
| 25  |  |  | Sergio Saucedo       | Deportivo Quito      |
| 21  |  |  | José Moreno          | LDU Quito            |
| 19  |  |  | Carlos Torres Garcés | Téc. Universitario   |
| 19  |  |  | Cristóbal Nazareno   | Téc. Universitario   |
| 17  |  |  | José Villafuerte     | El Nacional          |
| 15  |  |  | Gorky Revelo         | Téc. Universitario   |
| 15  |  |  | Aldo Martins         | Aucas                |
| 15  |  |  | Paulo César          | Barcelona SC         |
| 14  |  |  | Vinicio Ron          | Universidad Católica |
| 14  |  |  | Osni                 | Nueve de Octubre     |
| 14  |  |  | Lupo Quiñónez        | Barcelona SC         |
| 14  |  |  | Oswaldo Páez         | Emelec               |